# Загальноізраїльський водогін

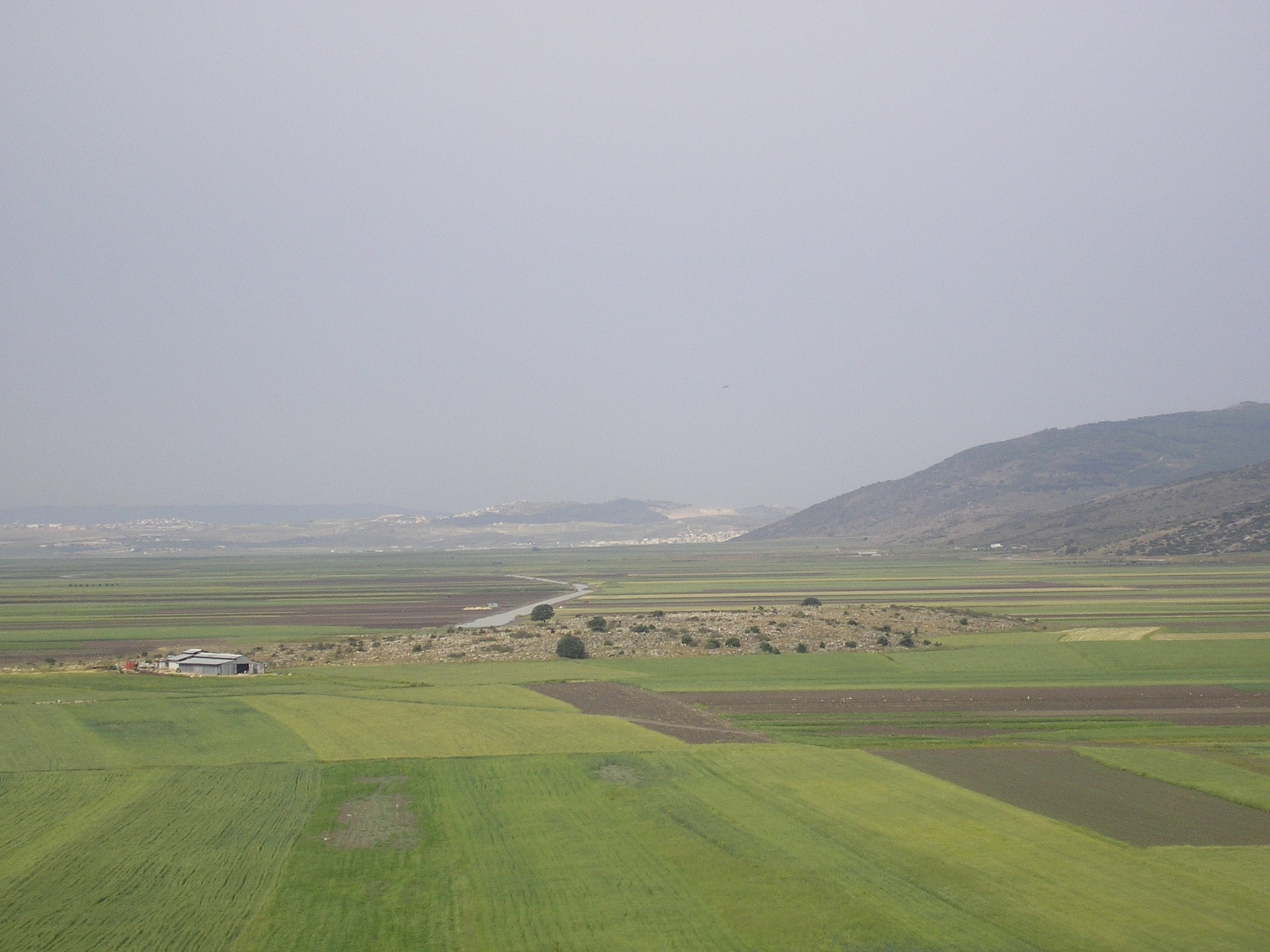
Ділянка Загальноізраїльського водогону в долині Бейт-Нетофі

Загальноізраїльський водогін (івр. המוביל הארצי ha-Мовіль ha-Арци ; Трансізраїльський водогін) — система інженерних споруд, що об'єднує в єдине ціле джерела водопостачання в Ізраїлі. Його головне завдання — транспортування води з півночі країни, переважно з озера Кінерет, в сильно заселений центр і посушливий південь, у тому числі в північну частину пустелі Негев, де після його спорудження стало можливим заняття інтенсивним землеробством. Крім того, він сильно підвищив ефективність використання води в країні.
Загальноізраїльський водогін є найбільшим об'єктом системи водопостачання в Ізраїлі. Складається з трубопровідів, насосних станцій, резервуарів, відкритих каналів і тунелів. Загальна довжина магістральних водогонів — близько 130 км. Пропускна здатність — 72 тис. кубометрів води на годину, що відповідає приблизно 1,7 млн кубометрів на добу. Будівництво водопроводу являло собою складне технічне завдання, оскільки він повинен був проходити по ділянках з різнорідним ґрунтом і нерівним рельєфом.

## Опис

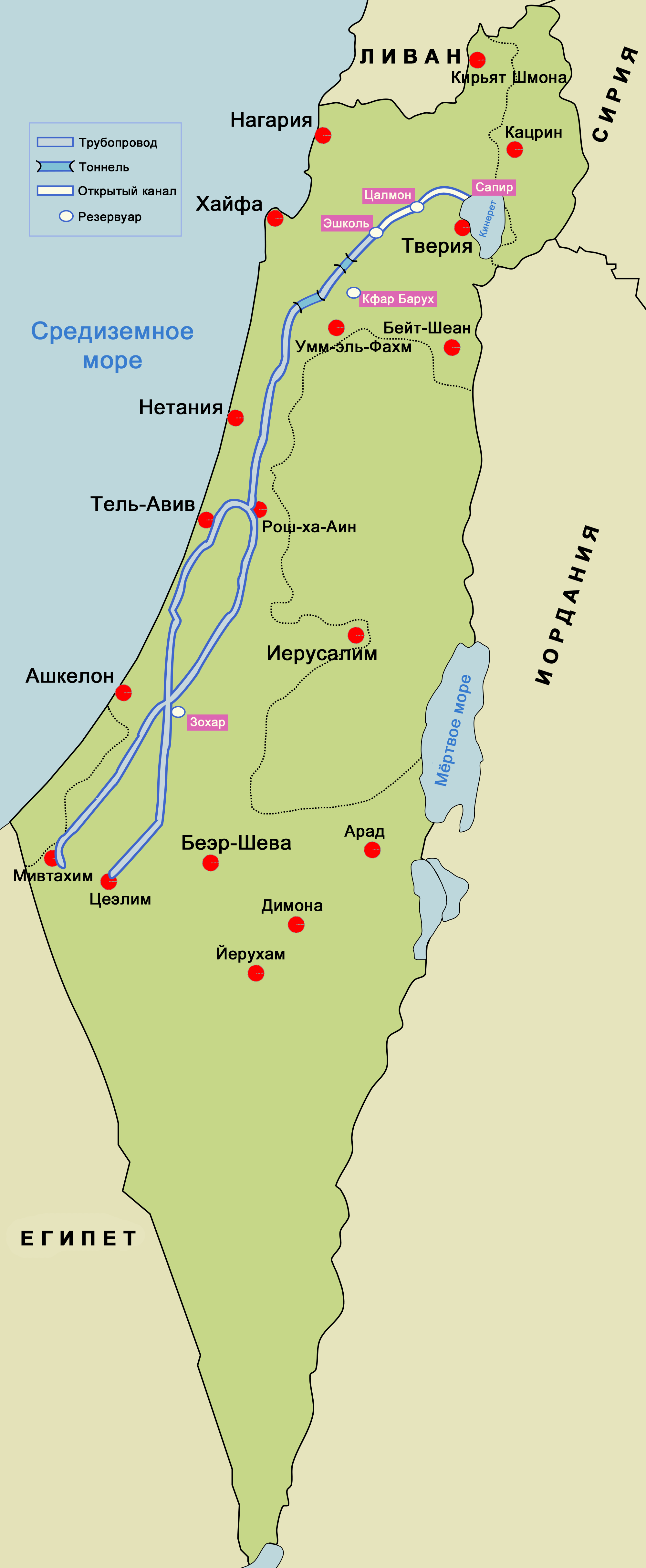
Маршрут Загальноізраїльського водогону

### Маршрут
Вода надходить до Загальноізраїльського водогону через трубу, занурену в озеро Кінерет в північній його частині. По цій трубі вода йде на насосну станцію Сапір, розташовану біля Табхи. Станція перекачує воду з 213 метрів нижче рівня моря на 257 метрів вгору, до висоти 44 метри вище рівня моря. Для перекачування води використовується три насоси потужністю 30 000 кінських сил кожен. Далі вода стікає в Йорданський канал завдовжки 17 км, а звідти — в канал долини Цалмон, який є діючим резервуаром місткістю 1 млн кубометрів. Насосна станція Цалмон перекачує воду ще на 115 метрів вгору, в тунель «Яаков» і далі в канал долини Бейт-Нетофі. Довжина каналу — 17 кілометрів. По ньому вода доставляється в резервуари Ешколь. Тут вода очищається від осаду і хлорується. Також тут береться проба води для оцінки якості. Потім вода надходить в 86-кілометровий трубопровід, що йде до міста Рош-га-Аїн, звідки потрапляє у водопровід Яркон — Негев. Тут же від головної магістралі Загальноізраїльського водогону відходить бічна гілка, що забезпечує водою Єрусалим.

### Статистика
- Будівництво Загальноізраїльського водогону обійшлося державі в 420 млн ізраїльських лір (в цінах 1964 року).
- Відразу після введення водогону в експлуатацію в 1964 році 80 % транспортованої ним води призначалося для використання в сільському господарстві. На початку 1990-х на потреби сільського господарства відводилася вже тільки половина води з водопроводу, тоді як інша половина використовувалася як питна. Очікувалося, що до 2010 року споживання питної води зросте до 80 %.
- Загальна протяжність магістральних ліній водогону — 130 км.
- Пропускна здатність водогону — 450 млн кубометрів на рік.